# ذاكرة وصول عشوائية حركية متزامنة

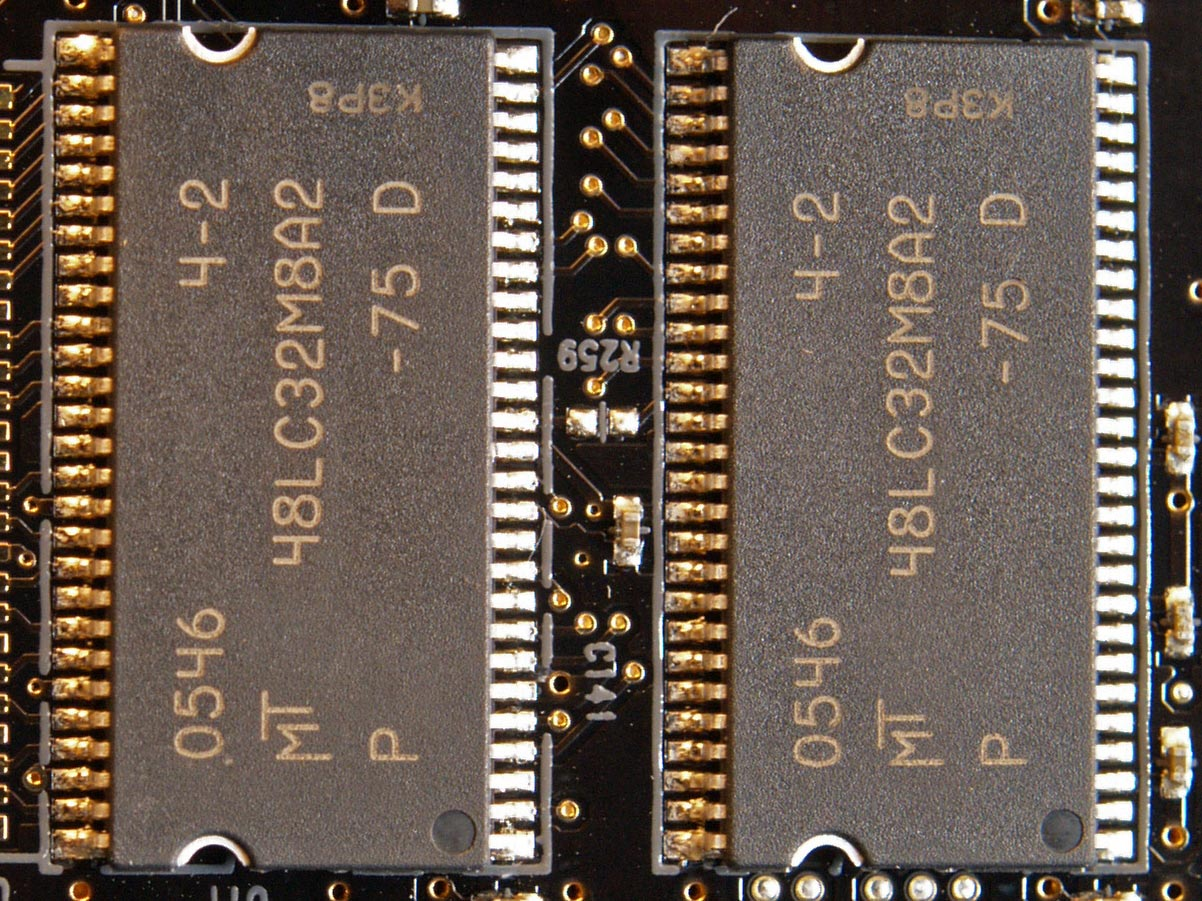

ذاكرة وصول عشوائية حركية متزامنة (بالإنجليزية: Synchronous dynamic random-access memory) اختصاراً SDRAM، هي ذاكرة وصول عشوائية حركية تُزامنها ساعة النظام.

## النوع الأول
يعمل بأربع سرعات معروفة ثلاثة منها رسمية 66 MHz و 100 MHz و 133 MHz والسرعة غير الرسمية هي 150 MHz:
66 MHz = PC66
100 MHz = PC100
133 MHz = PC133
150 MHz = PC150*
وسرعة نقل البينات هي:
8x66=523MB/s
8x100=800MB/s
8x133=1066MB/s
8x150=1200MB/s

## النوع الثاني
وتعمل أيضا بعدة سرعات ومنها عدة سرعات غير رسمية (غير الرسمية مميزة بعلامة *)
200 MHz = PC1600
1600MB/s
266 MHz = PC2100
2100MB/s
312 MHz = PC2500*
2500MB/s
333 MHz = PC2700
2700MB/s
375 MHz = PC3000*
3000MB/s
400 MHz = PC3200
3200MB/s
437 MHz = PC3500*
3500MB/s
466 MHz = PC3700*
3700MB/s
500 MHz = PC4000*
4000MB/s
ذاكرات RDRAM وتتوافر أيضا بعدة سرعات
300 MHz = PC600
400 MHz = PC800
533 MHz = PC1066
الأرخص هي SDRAM ثم DDR SDRAM ثم RDRAM
الـ SDRAM تستخدم ناقلا بعرض 64 بت وتنقل بتا واحدا لكل نبضة ساعة... فسرعة نقل البينات = التردد×(64÷8)
الـ DDR SDRAM تستخدم ناقلا بعرض 64 بت وتنقل بتين لكل نبضة ساعة فسرعة نقل البينات = التردد×(64÷8)×2
الـ RDRAM تستخدم ناقلا بعرض 16 بت وتنقل بتين لكل نبضة ساعة فسرعة نقل البينات = التردد×(16÷8)×2
كل الأنواع تدعم عدة قنوات ولكن مع بعض الحدود
الـ SDRAM تدعم قناتين بحد أقصى ولكن لم تستخدم بشكل واسع
الـ DDR تدعم 8 قنوات بحد أقصى ولكن لم يستفاد إلا من قناتين بشكل واسع النطاق
الـ RDRAM تدعم 8 قنوات بحد أقصى واستخدمت قناتين بشكل دائم وفي حالة واحدة فقط استخدمت أربع قنوات